# MG 131

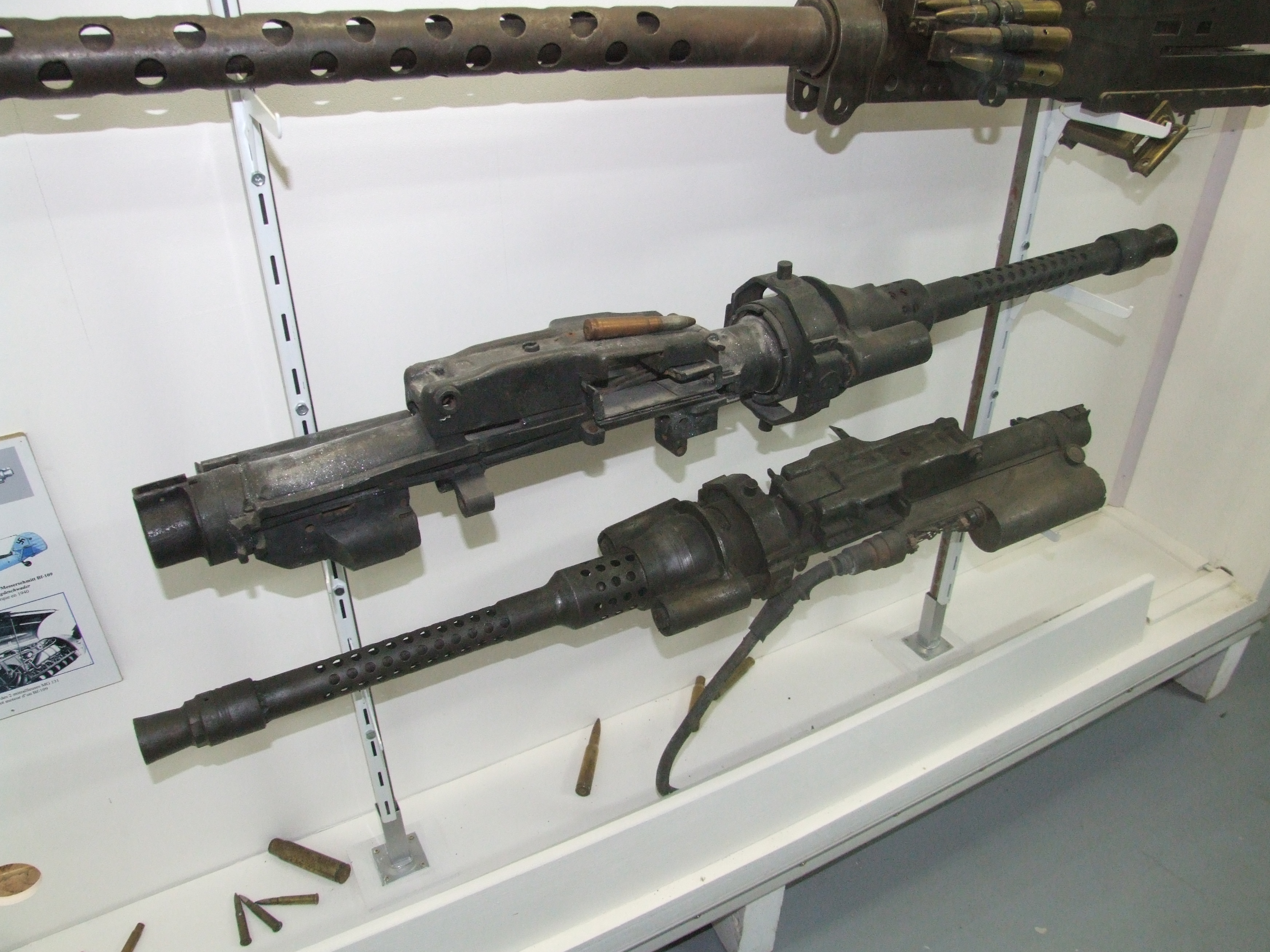
Rheinmetall Borsig MG 131 (13 mm)

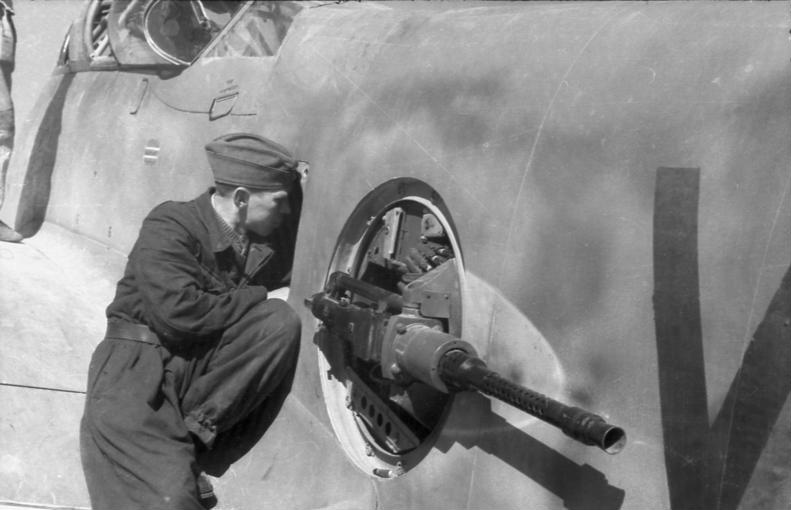
MG 131 an einer Me 210 oder Me 410 in Nordafrika

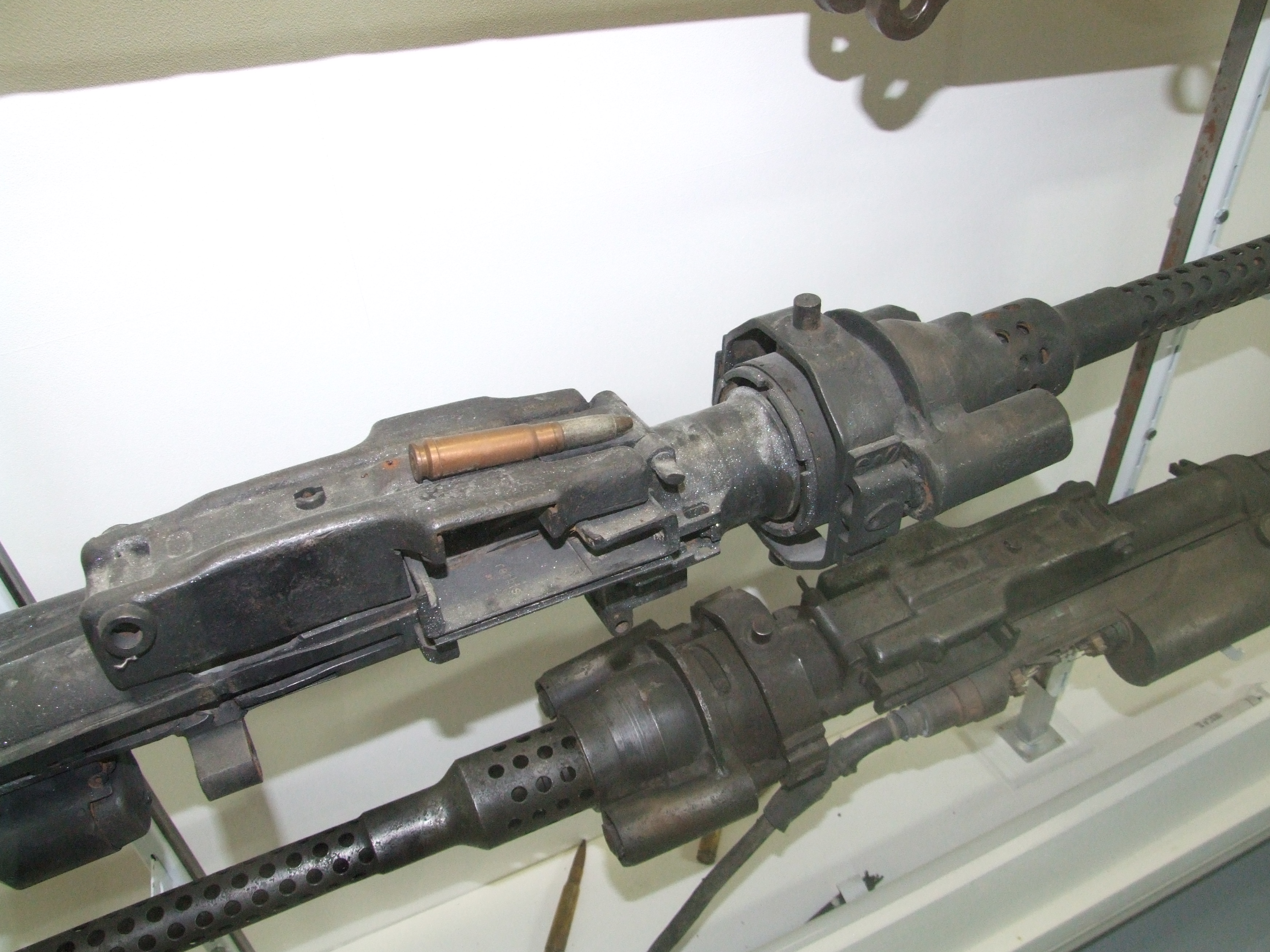
Rheinmetall Borsig MG 131 (13 mm)

Das MG 131 war ein im Zweiten Weltkrieg eingesetztes Maschinengewehr der deutschen Luftwaffe, das sowohl für den starren als auch den beweglichen Einbau in Militärflugzeugen ausgelegt war.

## Geschichte
Das MG 131 wurde im Auftrag der Luftwaffe von der Firma Rheinmetall-Borsig entwickelt und produziert. Konstruiert wurde das MG 131 von Louis Stange, der bereits im Jahr 1933 mit den Vorarbeiten begonnen hatte. 1938 konnten die ersten Versuchsmuster zur Erprobung an die Luftwaffe ausgeliefert werden. Als Erprobungsträger diente eine Dornier Do J, in deren Bugstand das Maschinengewehr lafettiert wurde. Das MG 131 konnte durch seine elektrische Zündung synchronisiert werden und war daher auch für das Schießen durch den Propellerkreis geeignet.
Die Einführung der Waffe bei der Luftwaffe erfolgte 1940, zunächst als Abwehrbewaffnung in mehrmotorigen Flugzeugen. Zum serienmäßigen Einsatz in Jagdflugzeugen kam es erstmals Anfang 1943 in der Bf 109 G-6 und Ende 1943 in der Fw 190 A-7. Es gab allerdings auch einige Spezialversionen einsitziger Jäger mit MG 131 statt der sonst üblichen 7,92-mm-MG-17. Adolf Galland flog mehrere speziell für ihn modifizierte Bf 109 F, die über eine solche Umrüstung verfügten.

## Technik
Das MG 131 arbeitete als starrverriegelter Rückstoßlader mit kurzem Rücklauf des Rohres. Der Verschluss hatte einen drehbaren Verschlusskopf und die Auslösung der Zündung erfolgte elektrisch. Diese Zündmethode erleichterte die Schussauslösung für das synchronisierte Schießen durch den Propellerkreis und verhinderte mit Hilfe schablonierter Schusssperren bei beweglichem MG-Einbau die Gefahr von Treffern in das eigene Flugzeug. Die Munition konnte durch einen Gelenk- oder auch Zerfallgurt wahlweise von links oder rechts zugeführt werden. Der Hülsenauswurf erfolgte nach unten. Das MG wurde wahlweise mit pneumatischer oder elektrischer Durchlade- und Abzugsvorrichtung ausgeliefert. Bei Handbedienung gab es auch einen normalen Handabzug.
Für die Waffe Granaten ausschließlich mit Leuchtspur, ausgenommen der Panzerbrandgranate und der Brandgranate ohne Leuchtspur, welche beide nur in geringem Umfang produziert wurden. Die Patronenmasse betrug etwa 74 g, die Geschossmasse 34–38,5 g.
- 13 mm AP-T (Pzgr. L’Spur) – 710 m/s, Geschossmasse 38,5 g[1]
- 13 mm API (Pz. Brgr. Patr. (Ph) El. o. Zerl.) – 710 m/s, Geschossmasse 38 g mit 0,86 g Brandladung (Phosphor) in Brandkapsel. Fälschlich als 0,36g angegeben.[2]
- 13 mm HE-T (Sprgr. L’Spur) – 750 m/s, Geschossmasse 34 g mit 1,17 g PETN[3]
- 13 mm HEI-T (Br. Sprgr. L’Spur) – 750 m/s, Geschossmasse 34 g mit 0,9 g PETN + 0,3 g Thermit[4]
- 13 mm I-T (Brgr. Patr. L’Spur El. o. Zerl.) – 770 m/s, Geschossmasse 32 g mit fest eingepresstem Brandsatz (Bariumnitrat-Aluminium-Magnesium-Legierung). Spätere Versionen hatten eine Geschwindigkeit von 750m/s bei einem Gewicht von 34g.[5]